# Hylomys parvus
Hylomys parvus е вид бозайник от семейство Таралежови (Erinaceidae). Видът е световно застрашен, със статут Уязвим.

## Разпространение
Разпространен е в Индонезия (Суматра).